# Krimski rat
Krimski rat vodio se od listopada 1853. do veljače 1856. godine između Ruskog Carstva i Alijanse koju su tvorili Britansko Carstvo, Drugo Francusko Carstvo, Osmansko Carstvo i Kraljevina Sardinija. Rat su karakterizirale katastrofalne odluke zapovjednog kadra Alijanse i loša logistika obiju zaraćenih strana, koja je rezultirala u velikim gubitcima (nevezanim za ratne operacije).

## Uzroci i tijek rata
Geopolitički uzroci rata uključivali su opadanje moći Osmanskog Carstva, širenje Ruskog Carstva tijekom prethodnih rusko-turskih ratova te britansko-francuski prioritet očuvanja Osmanskog Carstva kako bi održali ravnotežu moći u Koncertu Europe. Okidač je bio neslaganje u vezi prava kršćanskih manjina u Palestini, koja je tada bila dio Osmanskog Carstva, pri čemu je Francusko Carstvo promoviralo prava katolika, a Rusko Carstvo prava Pravoslavne crkve.
Crkve su uspjele riješiti svoje nesuglasice s Osmanlijama i postići dogovor, ali francuski car Napoleon III. i ruski car Nikola I. nisu se povukli. Nikola I. izdao je ultimatum kojim je tražio da pravoslavni podanici Osmanskog Carstva budu stavljeni pod njegovu zaštitu. Britansko Carstvo pokušalo je posredovati i dogovoriti kompromis na kojeg je Nikola I. pristao. Kada su Osmanlije zatražile izmjene u dogovoru, Nikola I. se predomislio i pripremio za rat.
U srpnju 1853. ruske su trupe okupirale Dunavske Kneževine (Moldavija i Kneževina Vlaška, koje su danas dio Rumunjske, a tada pod osmanskom vlašću). Dana 16. listopada 1853., uz obećanje podrške Francuskog i Britanskog Carstva, Osmansko Carstvo proglasilo je rat Ruskom Carstvu. Predvođene Omer-pašom, Osmanlije su vodile snažnu obrambenu kampanju i zaustavile ruski napredak kod Silistre (u današnjoj Bugarskoj). Zasebna akcija na utvrdi Kars, u Osmanskom Carstvu, dovela je do opsade, a ruska flota poremetila je pokušaj Osmanlija da ojačaju posadu u Sinopskoj bitci u studenom 1853. godine.
Strahujući od mogućeg sloma Osmanskog Carstva, britanska i francuska flota ušle su u Crno more u siječnju 1854. godine i pomaknule se prema sjeveru do Varne u lipnju 1854. te stigli na vrijeme, a povodom toga Rusi su napustili Silistru. U Baltičkom moru, blizu ruske prijestolnice Sankt-Peterburga, britansko-francuska flota uspostavila je pomorsku blokadu i zatvorila brojčano nadmoćnu rusku Baltičku flotu, nanoseći ekonomsku štetu Ruskom Carstvu blokiranjem trgovine te prisiljavajući ga da drži veliku vojsku u Sankt-Peterburgu, pripremajući se obraniti ga od potencijalnog napada Alijanse.
Nakon manjeg sukoba kod Kustengea (današnja Constanța u Rumunjskoj), zapovjednici Alijanse odlučili su napasti glavnu rusku pomorsku bazu na Crnom moru – Sevastopolj na Krimu. Nakon dugih priprema, snage Alijanse iskrcale su se na Krim u rujnu 1854. i marširale prema točki južno od Sevastopolja nakon što su pobijedile u Bitci kod Alme (20. rujna 1854.). Rusko Carstvo izvršilo je kontranapad (25. listopada), a on je prerastao u Bitku kod Balaclava, gdje su ruske vojne snage odbijene, dok su britanske bile ozbiljno iscrpljene nakon te bitke. Drugi ruski kontraudar, Bitka kod Inkermana (studeni 1854.), također je završio bez odlučujuće pobjede, odnosno porazom Ruskog Carstva.
Do 1855. godine Kraljevina Sardinija poslala je ekspedicijske snage na Krim, pridružujući se Francuskom, Britanskom i Osmanskom Carstvu. Bojište se smirilo u Opsadi Sevastopolja, uključujući okrutne uvjete za trupe s obje strane. Manje vojne akcije odvijale su se na Kavkazu (1853. – 1855.), Bijelom moru (srpanj – kolovoz 1854.) i sjeveru Tihog oceana (1854. – 1855.).
Sevastopolj je pao nakon gotovo 11 mjeseci, nakon što su Francuzi napali Fort Malakoff. Rusko Carstvo zatražilo je mir u ožujku 1856. godine. Pariškim mirovnim ugovorom, potpisanim 30. ožujka 1856., okončan je rat, a njime je Ruskom Carstvu zabranjeno bazirati ratne brodove u Crnom moru. Osmanske vazalne države Kneževina Vlaška i Moldavija postale su uglavnom neovisne. Kršćani u Osmanskom Carstvu stekli su određeni stupanj službene jednakosti, a Pravoslavna Crkva ponovno je preuzela kontrolu nad kršćanskim crkvama u sporu.
Krimski rat bio je jedan od prvih sukoba u kojem su vojne snage koristile moderne tehnologije poput eksplozivnih pomorskih granata, željeznica i brzojava. Rat je također bio jedan od prvih koji je opsežno dokumentiran u pisanim izvješćima i fotografijama. Rat je brzo postao simbol logističkih, medicinskih i taktičkih neuspjeha i lošeg upravljanja. Reakcija u Britanskom Carstvu dovela je do zahtjeva za profesionalizacijom medicine, što je postigla Florence Nightingale, koja je privukla svjetsku pozornost pionirskom modernom njegom dok je liječila ranjene.

## Završetak rata

### Britanska pozicija
Nezadovoljstvo izazvano vođenjem rata raslo je u britanskoj javnosti i drugim zemljama te je bilo pogoršano izvještajima o neuspjesima, posebno razornim gubicima juriša lake brigade u Bitki kod Balaklave. U nedjelju, 21. siječnja 1855., na Trafalgar Squareu u blizini Crkve Svetog Martina u poljima došlo je do „snježne pobune” u kojoj se 1500 ljudi okupilo prosvjedujući protiv rata gađajući taksije i pješake grudama snijega. Kada je policija intervenirala, grudve su bile usmjerene i prema policajcima, a pobuna se ugušila pomoću palica.
U Parlamentu su konzervativci zahtijevali obračun svih vojnika, konjanika i mornara koji su poslani na Krim i točne brojke o broju žrtava koje su pretrpjele sve britanske oružane snage na Krimu, posebno u Bitki kod Balaklave. Parlament je usvojio prijedlog zakona o istrazi s 305 naprema 148 glasova. Tadašnji premijer George Hamilton-Gordon podnio je ostavku 30. siječnja 1855. godine, a iskusni ministar vanjskih poslova Henry John Temple je umjesto njega postao premijer. Temple je zauzeo tvrd stav te je želio proširiti rat, potaknuti nemire unutar Ruskog Carstva i trajno smanjiti rusku prijetnju Europi. Ujedinjena Kraljevstva Švedske i Norveške su zajedno s Pruskom bilo voljno pridružiti se Francuskom i Britanskom Carstvu, a Rusko Carstvo bilo je izolirano.

### Mirovni pregovori
Francusko Carstvo, koje je poslala mnogo više vojnika u rat te pretrpjela mnogo više žrtava nego  Britansko Carstvo, željelo je završetak rata, kao što je to željelo i Austrijsko Carstvo.
Pregovori su započeli u Parizu u veljači 1856. godine. Francusko Carstvo pod vodstvom Napoleona III. nije imalo posebnih interesa ma Crnom moru te stoga nije podržavalo oštre britanske i austrijske prijedloge.
Mirovni pregovori na Pariškom kongresu rezultirali su potpisivanjem Pariškog ugovora (30. ožujka 1856.). U skladu s člankom III, Rusko Carstvo vratilo je grad i citadelu Kars Osmanskom Carstvu te sve druge dijelove osmanskog teritorija koje su ruske trupe kontrolirale. Rusko Castvo također je Moldaviji vratila južnu Besarabiju. Člankom IV, Britansko Carstvo, Francusko Carstvo, Kraljevina Sardinija i Osmansko Carstvo vratili su Ruskom Carstvu grad i luku Sevastopolj, Balaklavu, Jevpatoriju, Kinburn kao i sve druge teritorije koje je Alijansa okupirala. U skladu s člancima XI i XIII, car i sultan složili su se da neće uspostaviti nikakav pomorski ili vojni arsenal na obali Crnog mora. Crnomorske klauzule oslabile su Rusko Catstvo, koje više nije predstavljala pomorsku prijetnju Osmanlijama. Kneževina Moldavija i Kneževina Vlaška nominalno su vraćene Osmanskom Carstvu, a Austrijsko Carstvo bilo je prisiljeno odustati od svoje aneksije i prekinuti njihovu okupaciju, no one su u praksi zapravo postale nezavisne. Pariškim je ugovorom Osmansko Carstvo primljeno u Koncert Europe, a velike sile obvezale su se poštivati njegovu nezavisnost i teritorijalni integritet.

### Dugoročne posljedice
Pri kraju ratnih aktivnosti 1856. godine je Rusko Carstvo bilo vrlo oslabljeno, a Švedska (koja je tada obuhvaćala i Norvešku) je pokazivala najozbiljniju spremnost da se uključi u Rat kako bi povratila Finsku, koju joj je početkom 18. stoljeća bio oduzeo ruski car Petar Veliki. Makar je postojala mogućnost da se iskoristi ozbiljno nezadovoljstvo Poljaka i drugih naroda koje je do tada bilo pokorilo Rusko Carstvo, zapadni saveznici su se na Pariškom kongresu zadovoljili time da se Rusija - koja je mogla zadržati svoje carstvo - u zamjenu za brzo okončanje rata i vraćanje svojih teritorija odrekne prava da drži ratnu flotu u Crnom Moru i da odustane od vlasti nad Moldavijom i Vlaškom (koje su zemlje Rusi stavili pod svoju kontrolu od 1829. godine); koje će postati države pod nominalnim otomanskim suverenitetom i pod austrijskom zaštitom. Vojske zapadnih sila su nakon ruskih obećanja povučene s Krima i okolnih područja. 
Cilj je bio da opstane kako Rusko Carstvo, tako i Osmansko Carstvo (pod značajnim utjecajem zapadnih sila), kao zapreka širenju moći Ruskog Carstva prema Sredozemlju: činjenica da Rusija nema flote koja bi mogla ugroziti turske obale i da su između Osmanskog i Ruskog Carstva prostiru rumunjska područja pod austrijskom zaštitom trebali su poslužiti toj svrsi. Međutim je Osmansko Carstvo u cijelosti bilo slabo, a vlast Osmanlija na područjima jugoistočne Europe nestabilna. Rusko Carstvo se nešto uspješnije moderniziralo od Otomanskog i ostalo jačim od tog južnog susjeda; u razdoblju kada su sve vodeće zemlje nastojale širiti svoje imperije, Rusija je sagledavala nužnim, da radi na širenju vlastitoga. Stoga učinci Krimskog rata nisu potrajali osobito dugo: u narednom Rusko-turskom ratu koji će izbiti već 1877. god. snage Ruskog carstva - koje je umjelo iskoristiti težnje Rumunjske da postane neovisnom državom, kako bi ishodila rumunjsku suglasnost da ruska vojska preko njenog teritorija napadne Turke - izbiti će sve do Egejskog mora; nakon čega će pod pritiskom velikih europskih sila Rusija morati ipak vlasti Osmanskog Carstva vratiti južne dijelove današnje Bugarske i Srbije, sjeverne dijelove današnje Grčke i područja današnje Makedonije (na kojim je područjima osmanska vlast potrajala do Balkanskih ratova tridesetak godina kasnije); te povući svoju vojsku iz preostalog dijela Bugarske, koja će ubrzo (kao i Rumunjska) postati povezanija sa zapadnim silama, nego s Ruskim Carstvom.

## Najznačajnije bitke
- Bitka kod Sinopa (30. studenoga 1853.)
- Opsada Silistrije (11. svibnja – 23. lipnja 1854.)
- Prva bitka kod Bomarsunda (21. lipnja 1854.)
- Druga bitka kod Bomarsunda (15. kolovoza 1854.)
- Opsada Petropavlovlska (30. kolovoza – 5. rujna 1854.)
- Bitka na rijeci Aljmi (20. rujna 1854.)
- Opsada Sevastopolja (17. litopada 1854. – 11. rujna 1855.)
- Bitka kod Balaklave (25. listopada 1854.)
- Juriš lake konjice (25. listopada 1854.)
- Tanka crvena linija (25. listopada 1854.)
- Bitka kod Inkermana (5. studenoga 1854.)
- Bitka kod Jevpatorije (17. veljače 1855.)
- Bitka na Crnoj rijeci (16. kolovoza 1855.)
- Bitka na Kinburnu (17. listopada 1855.)
- Azovska pomorska kampanja (25. svibnja – 22. studenoga 1855.)
- Opsada Karsa (lipanj – 29. studenoga 1855.)

## Zanimljivosti
Film Obrana Sevastopolja (rus. Оборона Севастополя, Oborona Sevastopolja) snimljen je na Krimu, na mjestima stvarnih događaja iz Krimskog rata, uz sudjelovanje vojske i flote te epizodama u kojima su sudjelovali lokalni stanovnici i sudionici Obrane Sevastopolja (1854. – 1855.). Prikazivanje filma carskoj obitelji održano je 14. studenoga 1911. godine u gradu Jalti u današnjoj Ukrajini, čiji je današnji teritorij tada bio pod kontrolom Ruskog Carstva. Na predstavi su također bili prisutni dvorani i časnici trupa, kao i carska jahta Štandart. Premijera filma održana je u Velikoj dvorani Moskovskog konzervatorija, gdje je bio prisutni veliki simfonijski orkestar te ogroman zbor pjevača. Prodaja kopija nadmašila je sva očekivanja redatelja i organizatora produkcije – film s proračunom od 40 000 rubalja donio je tvrtki Hanzhonkov značajan profit.